# Svenska cupen i fotboll för damer 2008
Svenska cupen i fotboll 2008 spelades mellan den 30 mars och den 17 september 2008. Cupen vanns av Linköpings FC som slog Umeå IK i finalen med 1–0 efter förlängning.

## Omgångar

### Omgång 4
Omgång 4 skall spelas den 18 maj, med vissa undantag. I omgång 4 går följande lag in i cupen:
- AIK
- Bälinge IF
- Djurgårdens IF
- Falköpings KIK
- Göteborgs FC
- Hammarby IF
- KIF Örebro
- LdB FC
- Linköpings FC
- QBIK
- Sunnanå SK
- Umeå IK

### Omgång 5
|       | 27 maj 2008 | Husie IF | 0 – 5   | LdB FC Malmö | Husie Gårds IP, Malmö                        |                                              |
| 19:00 | 19:00       |          | Rapport |              | Publik: 120 Domare: Ola Möller (Helsingborg) | Publik: 120 Domare: Ola Möller (Helsingborg) |
| 19:00 | 19:00       |          |         |              | Publik: 120 Domare: Ola Möller (Helsingborg) | Publik: 120 Domare: Ola Möller (Helsingborg) |
| 19:00 | 19:00       |          |         |              | Publik: 120 Domare: Ola Möller (Helsingborg) | Publik: 120 Domare: Ola Möller (Helsingborg) |

|       | 11 juni 2008 | Umeå Södra FF | 0 – 3   | Sunnanå SK                            | Gammliavallen, Umeå                    |                                        |
| 19:00 | 19:00        |               | Rapport | Nkwocha 11′ Johansson 76′ Renberg 84′ | Publik: 98 Domare: Jan Eliasson (Umeå) | Publik: 98 Domare: Jan Eliasson (Umeå) |
| 19:00 | 19:00        |               |         |                                       | Publik: 98 Domare: Jan Eliasson (Umeå) | Publik: 98 Domare: Jan Eliasson (Umeå) |
| 19:00 | 19:00        |               |         |                                       | Publik: 98 Domare: Jan Eliasson (Umeå) | Publik: 98 Domare: Jan Eliasson (Umeå) |

|       | 11 juni 2008 | Byttorps IF | 0 – 7   | KIF Örebro                                                          | Ramnavallen, Borås                         |                                            |
| 19:00 | 19:00        |             | Rapport | Pettersson 8′, 41′, 55′ Puranen 16′, 45′ Andersson 39′ Lehtinen 69′ | Publik: 85 Domare: Sara Persson (Rävlanda) | Publik: 85 Domare: Sara Persson (Rävlanda) |
| 19:00 | 19:00        |             |         |                                                                     | Publik: 85 Domare: Sara Persson (Rävlanda) | Publik: 85 Domare: Sara Persson (Rävlanda) |
| 19:00 | 19:00        |             |         |                                                                     | Publik: 85 Domare: Sara Persson (Rävlanda) | Publik: 85 Domare: Sara Persson (Rävlanda) |

|       | 11 juni 2008 | Jitex BK | 0 – 4   | Göteborgs FC                       | Åbyvallen, Mölndal                           |                                              |
| 19:00 | 19:00        |          | Rapport | Lindén 14′, 36′, 59′ Stensland 53′ | Publik: 200 Domare: Linda Bengtström (Malmö) | Publik: 200 Domare: Linda Bengtström (Malmö) |
| 19:00 | 19:00        |          |         |                                    | Publik: 200 Domare: Linda Bengtström (Malmö) | Publik: 200 Domare: Linda Bengtström (Malmö) |
| 19:00 | 19:00        |          |         |                                    | Publik: 200 Domare: Linda Bengtström (Malmö) | Publik: 200 Domare: Linda Bengtström (Malmö) |

|       | 11 juni 2008 | Linköpings FC                      | 3 – 1   | Hammarby IF |                                                |                                                |
| 19:00 | 19:00        | 25′ (sjm.) Asllani 38′ Nilsson 60′ | Rapport | Pålsson 77′ | Publik: 251 Domare: Linda Noaksson (Jönköping) | Publik: 251 Domare: Linda Noaksson (Jönköping) |
| 19:00 | 19:00        |                                    |         |             | Publik: 251 Domare: Linda Noaksson (Jönköping) | Publik: 251 Domare: Linda Noaksson (Jönköping) |
| 19:00 | 19:00        |                                    |         |             | Publik: 251 Domare: Linda Noaksson (Jönköping) | Publik: 251 Domare: Linda Noaksson (Jönköping) |

|       | 11 juni 2008 | AIK            | 1 – 2   | Djurgårdens IF             | Skytteholms IP, Solna                   |                                         |
| 19:00 | 19:00        | Ekblom Bak 24′ | Rapport | Sällström 52′ Jalkerud 76′ | Publik: 250 Domare: Paula Thörn (Lagan) | Publik: 250 Domare: Paula Thörn (Lagan) |
| 19:00 | 19:00        |                |         |                            | Publik: 250 Domare: Paula Thörn (Lagan) | Publik: 250 Domare: Paula Thörn (Lagan) |
| 19:00 | 19:00        |                |         |                            | Publik: 250 Domare: Paula Thörn (Lagan) | Publik: 250 Domare: Paula Thörn (Lagan) |

|       | 11 juni 2008 | IF Team Hudik               | 2 – 5   | Bälinge IF                                           | Glysisvallen, Hudiksvall                   |                                            |
| 19:00 | 19:00        | E. Becker 26′ S. Becker 39′ | Rapport | Lantz 33′ Höglund 40′, 61′ Storck 87′ Appelqvist 89′ | Publik: 143 Domare: Eva Ödlund (Sundsvall) | Publik: 143 Domare: Eva Ödlund (Sundsvall) |
| 19:00 | 19:00        |                             |         |                                                      | Publik: 143 Domare: Eva Ödlund (Sundsvall) | Publik: 143 Domare: Eva Ödlund (Sundsvall) |
| 19:00 | 19:00        |                             |         |                                                      | Publik: 143 Domare: Eva Ödlund (Sundsvall) | Publik: 143 Domare: Eva Ödlund (Sundsvall) |

|       | 28 juni 2008 | Sundsvalls DFF | 0 – 4   | Umeå IK                            | Norrporten Arena, Sundsvall                    |                                                |
| 15:00 | 15:00        |                | Rapport | Rasmussen 18′, 64′, 81′ Edlund 36′ | Publik: 550 Domare: Linuz Söderberg (Halmstad) | Publik: 550 Domare: Linuz Söderberg (Halmstad) |
| 15:00 | 15:00        |                |         |                                    | Publik: 550 Domare: Linuz Söderberg (Halmstad) | Publik: 550 Domare: Linuz Söderberg (Halmstad) |
| 15:00 | 15:00        |                |         |                                    | Publik: 550 Domare: Linuz Söderberg (Halmstad) | Publik: 550 Domare: Linuz Söderberg (Halmstad) |

### Kvartsfinaler
|       | 31 augusti 2008 | Sunnanå SK                     | 3 – 5   | Umeå IK                                         | Norrvalla IP, Helsingborg                   |                                             |
| 18:00 | 18:00           | Esseryd 16′, 28′ Johansson 47′ | Rapport | Yamaguchi 23′, 70′ Marta 44′, 85′ Ljungberg 92′ | Publik: 303 Domare: Jonathan Forsman (Umeå) | Publik: 303 Domare: Jonathan Forsman (Umeå) |
| 18:00 | 18:00           |                                |         |                                                 | Publik: 303 Domare: Jonathan Forsman (Umeå) | Publik: 303 Domare: Jonathan Forsman (Umeå) |
| 18:00 | 18:00           |                                |         |                                                 | Publik: 303 Domare: Jonathan Forsman (Umeå) | Publik: 303 Domare: Jonathan Forsman (Umeå) |

|       | 11 september 2008 | KIF Örebro | 0 – 1   | Linköpings FC | Behrn Arena, Örebro                            |                                                |
| 19:00 | 19:00             |            | Rapport | Landström 59′ | Publik: 400 Domare: Jenny Palmqvist (Göteborg) | Publik: 400 Domare: Jenny Palmqvist (Göteborg) |
| 19:00 | 19:00             |            |         |               | Publik: 400 Domare: Jenny Palmqvist (Göteborg) | Publik: 400 Domare: Jenny Palmqvist (Göteborg) |
| 19:00 | 19:00             |            |         |               | Publik: 400 Domare: Jenny Palmqvist (Göteborg) | Publik: 400 Domare: Jenny Palmqvist (Göteborg) |

|       | 8 oktober 2008 | Göteborgs FC                            | 3 – 2 (e.fl.) | LdB FC                   | Valhalla IP, Göteborg                                   |                                                         |
| 19:00 | 19:00          | Lindén 82′ Karlsson 109′ Liljegärd 110′ | Rapport       | Aronsson 75′ Scasná 100′ | Publik: 379 Domare: Mari-Louise Svanström (Trollhättan) | Publik: 379 Domare: Mari-Louise Svanström (Trollhättan) |
| 19:00 | 19:00          |                                         |               |                          | Publik: 379 Domare: Mari-Louise Svanström (Trollhättan) | Publik: 379 Domare: Mari-Louise Svanström (Trollhättan) |
| 19:00 | 19:00          |                                         |               |                          | Publik: 379 Domare: Mari-Louise Svanström (Trollhättan) | Publik: 379 Domare: Mari-Louise Svanström (Trollhättan) |

|       | 15 oktober 2008 | Bälinge IF | 0 – 4   | Djurgårdens IF                                      | Studenternas IP, Uppsala                           |                                                    |
| 19:00 | 19:00           |            | Rapport | Sandell Svensson 6′ Sällström 10′ Thunebro 11′, 71′ | Publik: 153 Domare: Pernilla Larsson (Trollhättan) | Publik: 153 Domare: Pernilla Larsson (Trollhättan) |
| 19:00 | 19:00           |            |         |                                                     | Publik: 153 Domare: Pernilla Larsson (Trollhättan) | Publik: 153 Domare: Pernilla Larsson (Trollhättan) |
| 19:00 | 19:00           |            |         |                                                     | Publik: 153 Domare: Pernilla Larsson (Trollhättan) | Publik: 153 Domare: Pernilla Larsson (Trollhättan) |

### Semifinaler
|       | 21 oktober 2008 | Linköpings FC                                 | 4 – 0   | Göteborgs FC | Folkungavallen, Linköping                      |                                                |
| 19:00 | 19:00           | Rantanen 6′ Asllani 26′ Larsson 47′ Seger 88′ | Rapport |              | Publik: 605 Domare: Linda Noaksson (Jönköping) | Publik: 605 Domare: Linda Noaksson (Jönköping) |
| 19:00 | 19:00           |                                               |         |              | Publik: 605 Domare: Linda Noaksson (Jönköping) | Publik: 605 Domare: Linda Noaksson (Jönköping) |
| 19:00 | 19:00           |                                               |         |              | Publik: 605 Domare: Linda Noaksson (Jönköping) | Publik: 605 Domare: Linda Noaksson (Jönköping) |

|       | 22 oktober 2008 | Djurgårdens IF                                      | 3 – 4 (e.fl.) | Umeå IK                                     | Kristinebergs IP, Stockholm             |                                         |
| 19:00 | 19:00           | Maes 7′ Brogårde 25′ Sandell Svensson 64′ Seger 88′ | Rapport       | Yamaguchi 52′ Rasmussen 65′ Marta 75′, 101′ | Publik: 235 Domare: Paula Thörn (Lagan) | Publik: 235 Domare: Paula Thörn (Lagan) |
| 19:00 | 19:00           |                                                     |               |                                             | Publik: 235 Domare: Paula Thörn (Lagan) | Publik: 235 Domare: Paula Thörn (Lagan) |
| 19:00 | 19:00           |                                                     |               |                                             | Publik: 235 Domare: Paula Thörn (Lagan) | Publik: 235 Domare: Paula Thörn (Lagan) |

### Final
|       | 1 november 2008 | Linköpings FC | 1 – 0 (e.fl.) | Umeå IK | Folkungavallen, Linköping                    |                                              |
| 16:00 | 16:00           | Öqvist 112′   | Rapport       |         | Publik: 379 Domare: Lena Arwedahl (Mellerud) | Publik: 379 Domare: Lena Arwedahl (Mellerud) |
| 16:00 | 16:00           |               |               |         | Publik: 379 Domare: Lena Arwedahl (Mellerud) | Publik: 379 Domare: Lena Arwedahl (Mellerud) |
| 16:00 | 16:00           |               |               |         | Publik: 379 Domare: Lena Arwedahl (Mellerud) | Publik: 379 Domare: Lena Arwedahl (Mellerud) |

## Mästarlaget
1 Hedvig Lindahl - 21 Maja Krantz, 4 Sara Larsson, 7 Charlotte Rohlin, 17 Marie-Louise Skålberg - 10 Josefine Öqvist (14 Anna-Kaisa Rantanen 114'), 20 Caroline Seger [K], 8 Daniela, 12 Petra Larsson, 6 Maria Karlsson (Ann Westermark 96') - 18 Kosovare Asllani (13 Tilda Heimersson 106').